# Parkermavella orientalis
Parkermavella orientalis is een mosdiertjessoort uit de familie van de Bitectiporidae. De wetenschappelijke naam van de soort is voor het eerst geldig gepubliceerd in 1982 door Androsova & Gontar.